# Гудленд (Флорида)
Гудленд (англ. Goodland) — статистически обособленная местность, расположенная в округе Коллиер (штат Флорида, США) с населением в 320 человек по статистическим данным переписи 2000 года.

## География
По данным Бюро переписи населения США статистически обособленная местность Гудленд имеет общую площадь в 1,04 квадратных километров, из которых 0,52 кв. километров занимает земля и 0,52 кв. километров — вода. Площадь водных ресурсов округа составляет 50 % от всей его площади.
Статистически обособленная местность Гудленд расположена на высоте 2 м над уровнем моря.

## Демография
По данным переписи населения 2000 года в Гудлендe проживало 320 человек, 88 семей, насчитывалось 186 домашних хозяйств и 317 жилых домов. Средняя плотность населения составляла около 307,69 человек на один квадратный километр. Расовый состав населённого пункта распределился следующим образом: 98,75 % белых, 0,31 % — чёрных или афроамериканцев, 0,31 % — коренных американцев, 0,31 % — азиатов, 0,31 % — представителей смешанных рас, Испаноговорящие составили 1,56 % от всех жителей статистически обособленной местности.
Из 186 домашних хозяйств в 8,1 % воспитывали детей в возрасте до 18 лет, 43,0 % представляли собой совместно проживающие супружеские пары, в 2,2 % семей женщины проживали без мужей, 52,2 % не имели семей. 41,4 % от общего числа семей на момент переписи жили самостоятельно, при этом 19,4 % составили одинокие пожилые люди в возрасте 65 лет и старше. Средний размер домашнего хозяйства составил 1,72 человек, а средний размер семьи — 2,25 человек.
Население статистически обособленной местности по возрастному диапазону по данным переписи 2000 года распределилось следующим образом: 7,2 % — жители младше 18 лет, 2,2 % — между 18 и 24 годами, 25,0 % — от 25 до 44 лет, 33,1 % — от 45 до 64 лет и 32,5 % — в возрасте 65 лет и старше. Средний возраст жителей составил 53 года. На каждые 100 женщин в Гудлендe приходилось 107,8 мужчин, при этом на каждые сто женщин 18 лет и старше приходилось 110,6 мужчин также старше 18 лет.
Средний доход на одно домашнее хозяйство статистически обособленной местности составил 26 739 долларов США, а средний доход на одну семью — 27 279 долларов. При этом мужчины имели средний доход в 22 083 доллара США в год против 27 059 долларов среднегодового дохода у женщин. Доход на душу населения статистически обособленной местности составил 26 739 долларов в год. 13,0 % от всего числа семей в населённом пункте и 14,0 % от всей численности населения находилось на момент переписи населения за чертой бедности, при этом 28,1 % из них были моложе 18 лет и 15,3 % — в возрасте 65 лет и старше.